# 조적 (일본사)
조적(일본어: 朝敵 조테키[*])은 일본에서 천황(왕실)에 대항하는 자를 의미하는 호칭이다.
말하자면 '역적' 이란 의미로 각각의 시대에서 천황, 조정의 지지를 얻은 측, 천황이 자신의 편인 측이 정치적（때로는 군사적）대립자에 대한 정치적 말살계획을 주장하는 의미이다. 대립자인 경우 살해대상이 되는 경우가 많았다. 관군을 주장하는 측이 유력할 경우, 어떤 경위가 있어도 이 호칭으로 불리는 것은 당시의 일본의 정치상 악으로 분류되었다.
역사상에서는 헤이안 시대 간토의 '신황(新皇)'을 자칭한 다이라노 마사카도(平將門), 가마쿠라 막부 멸망 후 고다이고 천황에 의해 개시된 겐무 신정을 배반한 아시카가 다카우지, 에도 말기에는 1864년의 8월 18일의 정변으로 실각한 조슈번, 왕정복고에 의한 15대 쇼군 도쿠가와 요시노부, 보신전쟁을 일으킨 막부측이 조적이라 불리었다. 친왕끼리 대립한 경우에도 서로에게 조적이라고 부르는 경우도 있었고, 정통성의 주장이나 선전포고로 간주되었다.
당연히 현실의 역사에서는, 관군이 조적을 무찌르기도 하지만, 조큐의 난처럼 역적이 관군에 승리하거나, 남북조 시대처럼 관군끼리 싸우는 경우도 있다.